# Cviček
Cvíček je rdeče suho vino, pridelano iz rdečih in belih sort grozdja. Vsebuje:
- rdeče sorte grozdja (približno 65 %)
  - od 40 do 50 % žametna črnina oz. žametovka (izjemoma do 60%);
  - od 15 do 20 % modre frankinje (izjemoma do 30 %);
- bele sorte grozdja (skupaj približno 35 %)
  - od 10 do 15 % kraljevine;
  - do 10 % laškega rizlinga;
  - do 15 % ostalih sort grozdja: rumeni plavec, zeleni silvanec, bela žlahtnina, štajerska belina ali ranfol. [1]

Cviček je poleg toskanskega chiantija edino vino na svetu, sestavljeno iz rdečih in belih sort grozdja.
Od leta 2001 je cviček tudi zakonsko zaščiten z oznako priznanega tradicionalnega poimenovanja. Pridelujejo ga v vinorodni deželi Posavje, natančneje v dolenjskem vinorodnem okolišu. Vina, ki so lahko podobne sestave, pa je grozdje zraslo izven tega okoliša, se ne smejo imenovati cviček.
Cviček ima nizko stopnjo alkohola (8,5 do 10 %) ter prijetno kislino, je zelo pitno vino in se odlično prilega k vsem jedem. 
Cvičku med vini pripisujejo zdravilne učinke.  Kljub nizki vsebnosti alkohola je cviček alkoholna pijača, za katero ni znanstvenih dokazov o njegovi zdravilnosti. Prav tako ni dokazov o učinku na zniževanje krvnega sladkorja in zdravljenju sladkorne bolezni, kot mu jo ljudska modrost pripisuje. 
1. ↑  »Pravilnik o vinu z oznako priznanega tradicionalnega poimenovanja (PTP) – cviček«. Uradni list RS, št. 3/2000. 14. januar 2000.
2. ↑  »Kraljevi cviček, posebnež med vini Evrope«. Slovenia.info/TZS. Pridobljeno 15. marca 2021.
3. ↑  »Nova nacionalna priporočila o prehrani in telesni dejavnosti ob sladkorni bolezni tipa 2« (PDF). Nacionalni inštitut za javno zdravje. Arhivirano iz prvotnega spletišča (PDF) dne 24. januarja 2022. Pridobljeno 22. aprila 2022.